# Manchester Football League
Manchester Football League är en engelsk fotbollsliga med upptagningsområde i Greater Manchester. Den grundadades 1893, men var vilande mellan 1912 och 1920.
Ligan har fem divisioner, däribland Premier Division och Division One. Premier Division ligger på nivå 11 i det engelska ligasystemet. Division Two, Three och Four består av reservlag och andra lag till lag i de två toppdivisionerna. Reservlag till lag vars a-lag inte spelar i ligan är inte välkomna.
Ligan har ett avtal med North West Counties Football League angående upp-/nedflyttning av lag. Då NWCFL har betydligt högre krav på arenorna än Manchester Football League är det få lag som tar steget upp då det kräver stora investeringar. Ashton Athletic tog steget upp 2006 fastän man bara hamnade på en fjärde plats.

## Mästare sedan 1982
| Säsong  | Premier Division             | Division One              |
| ------- | ---------------------------- | ------------------------- |
| 1982-83 | Maine Road                   | Mount Pleasant            |
| 1983-84 | Maine Road                   | Shell (Carington)         |
| 1984-85 | Maine Road                   | Coldhurst United          |
| 1985-86 | Maine Road                   | Adswood Amateurs          |
| 1986-87 | Adswood Amateurs             | Castleton Gabriels        |
| 1987-88 | Stockport Georgians          | Prestwich Heys            |
| 1988-89 | Abbey Hey                    | Avro                      |
| 1989-90 | Wythenshawe Amateurs         | Greater Manchester Police |
| 1990-91 | Abbey Hey                    | Ramsbottom United         |
| 1991-92 | East Manchester              | Woodley Sports            |
| 1992-93 | Wythenshawe Amateurs         | Atherton Town             |
| 1993-94 | Abbey Hey                    | Winton United             |
| 1994-95 | Abbey Hey                    | Highfield United          |
| 1995-96 | Little Hulton United         | Stand Athletic            |
| 1996-97 | Highfield United             | Prestwich Heys            |
| 1997-98 | Springhead FC                | Urmston                   |
| 1998-99 | Stand Athletic               | Willows                   |
| 1999-00 | Stand Athletic               | Rochdale Sacred Heart FC  |
| 2000-01 | Stand Athletic               | Leigh Athletic FC         |
| 2001-02 | Stockport Georgians FC       | Royton Town FC            |
| 2002-03 | Irlam Mitchell Shackleton FC | Breightmet United FC      |
| 2003-04 | Royton Town FC               | Avro FC                   |
| 2004-05 | Prestwich Heys               | AFC Blackley              |
| 2005-06 | Prestwich Heys               | Whitworth Valley FC       |
| 2006-07 | Prestwich Heys               | Walshaw Sports            |
| 2007-08 | Wigan Robin Park             | Chapel Town               |
| 2008-09 | Gregorians                   | Dukinfield Town           |
| 2009–10 | AVRO                         | Bury Amateurs             |
| 2010–11 | Manchester Gregorians        | AVRO                      |
| 2011–12 | Hindsford                    | Wythenshawe Town          |
| 2012–13 | Hindsford                    | Rochdale Sacred Heart     |
| 2013-14 | Hindsford                    | Chapel Town               |

### Webbkällor
Den här artikeln är helt eller delvis baserad på material från engelskspråkiga Wikipedia, Manchester Football League, 10 augusti 2015.